# Great Dixter

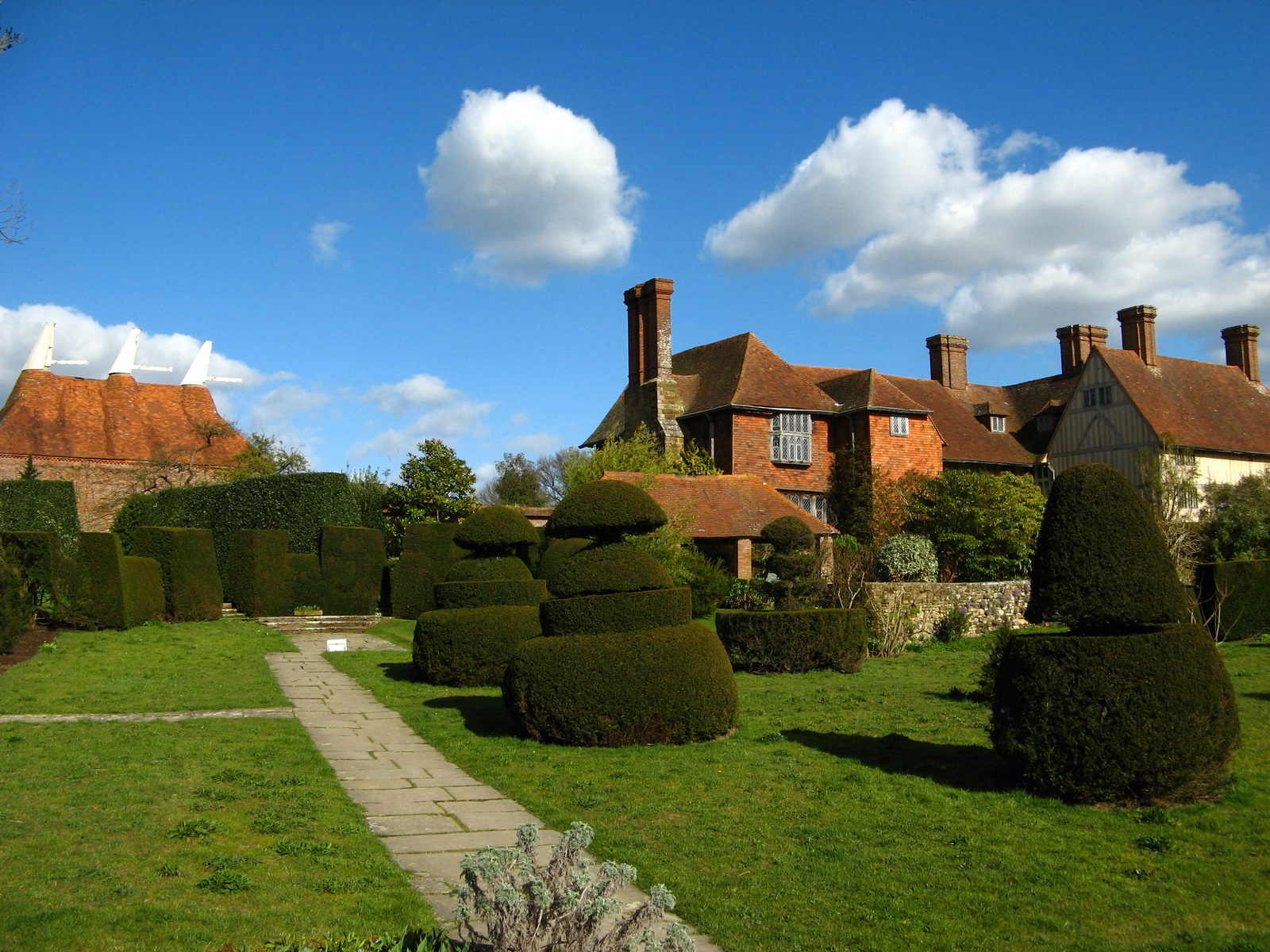
Eiben in Formschnitt

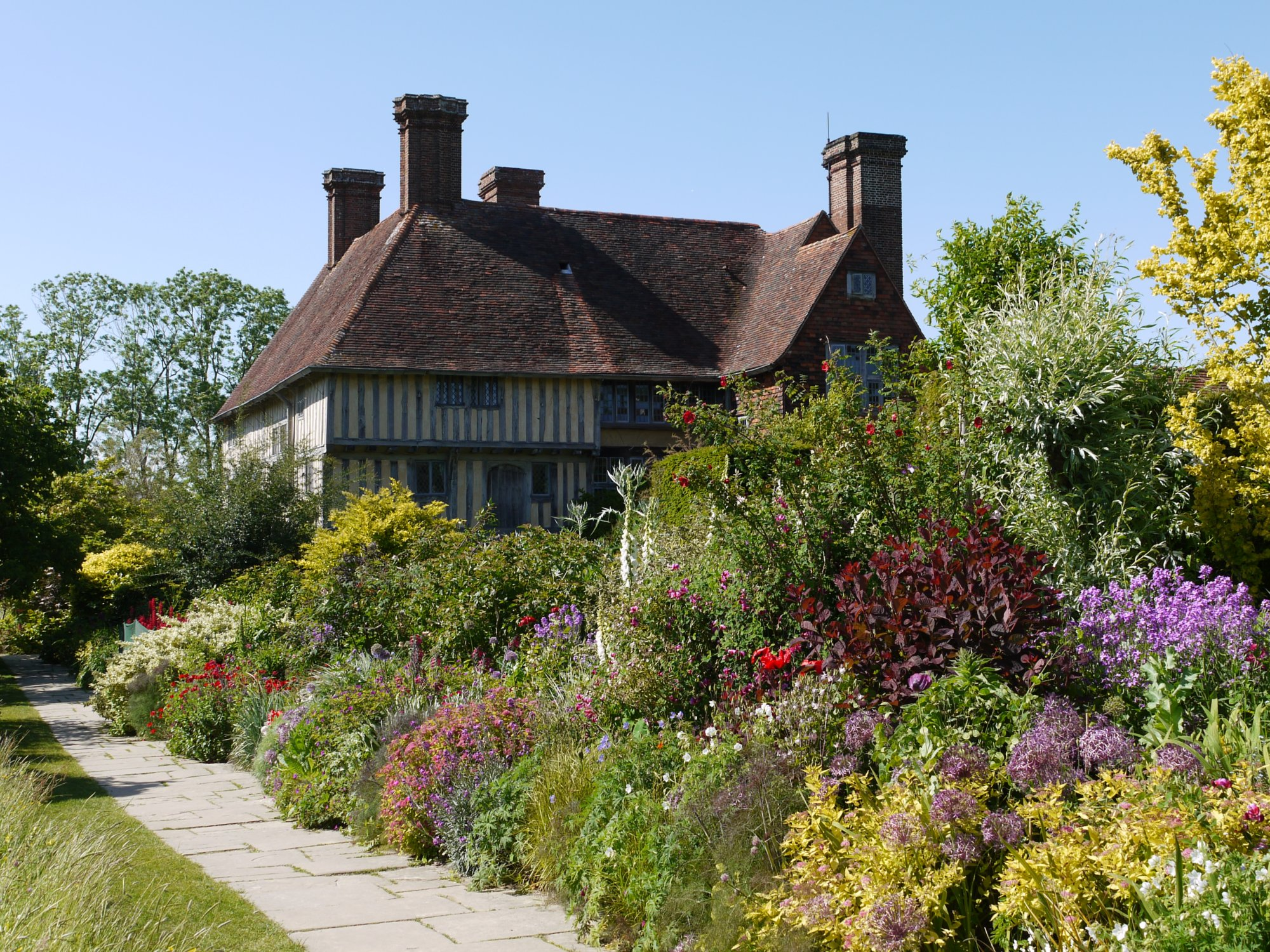
Long Border mit Herrenhaus im Hintergrund

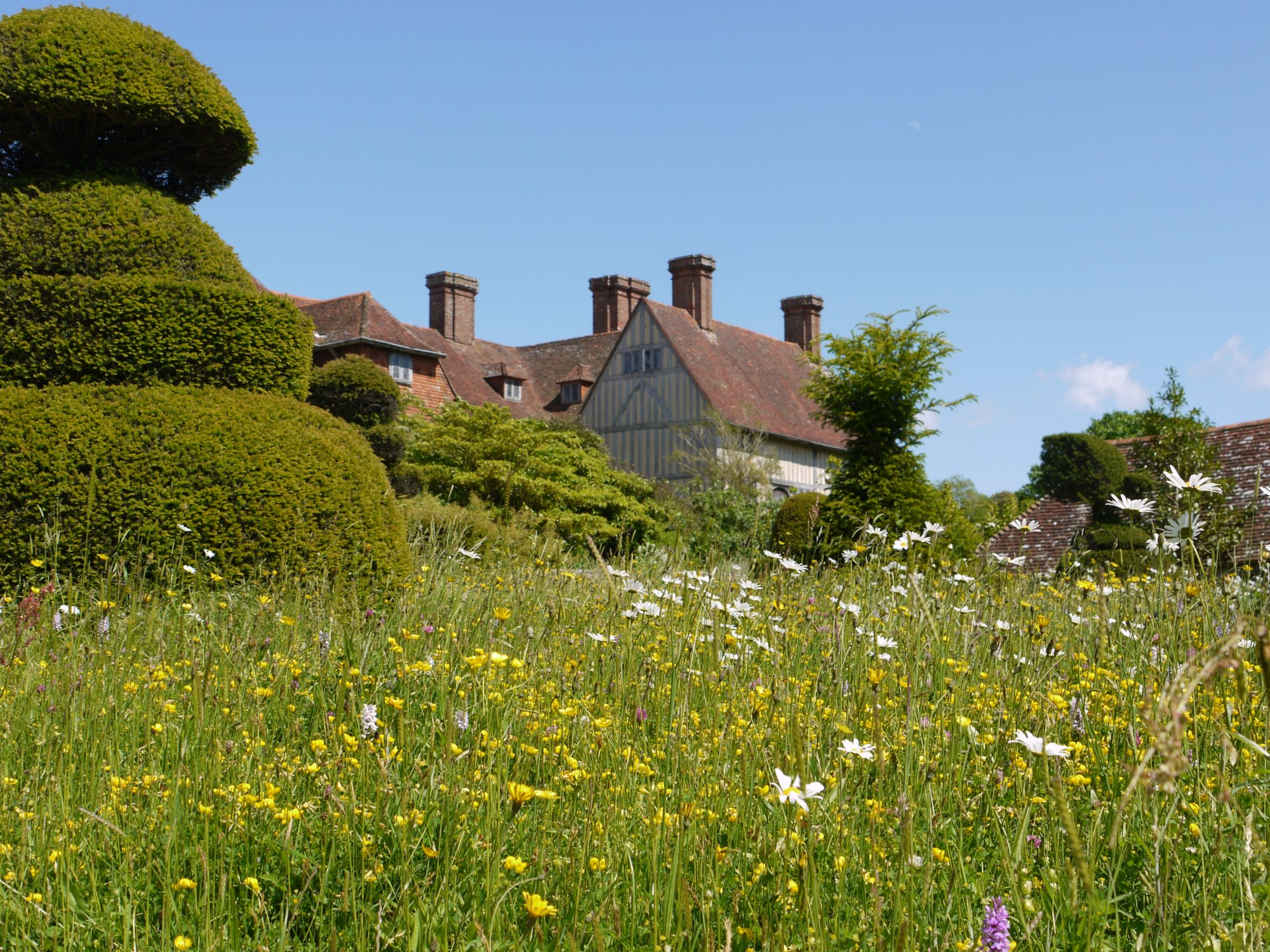
Blumenwiese

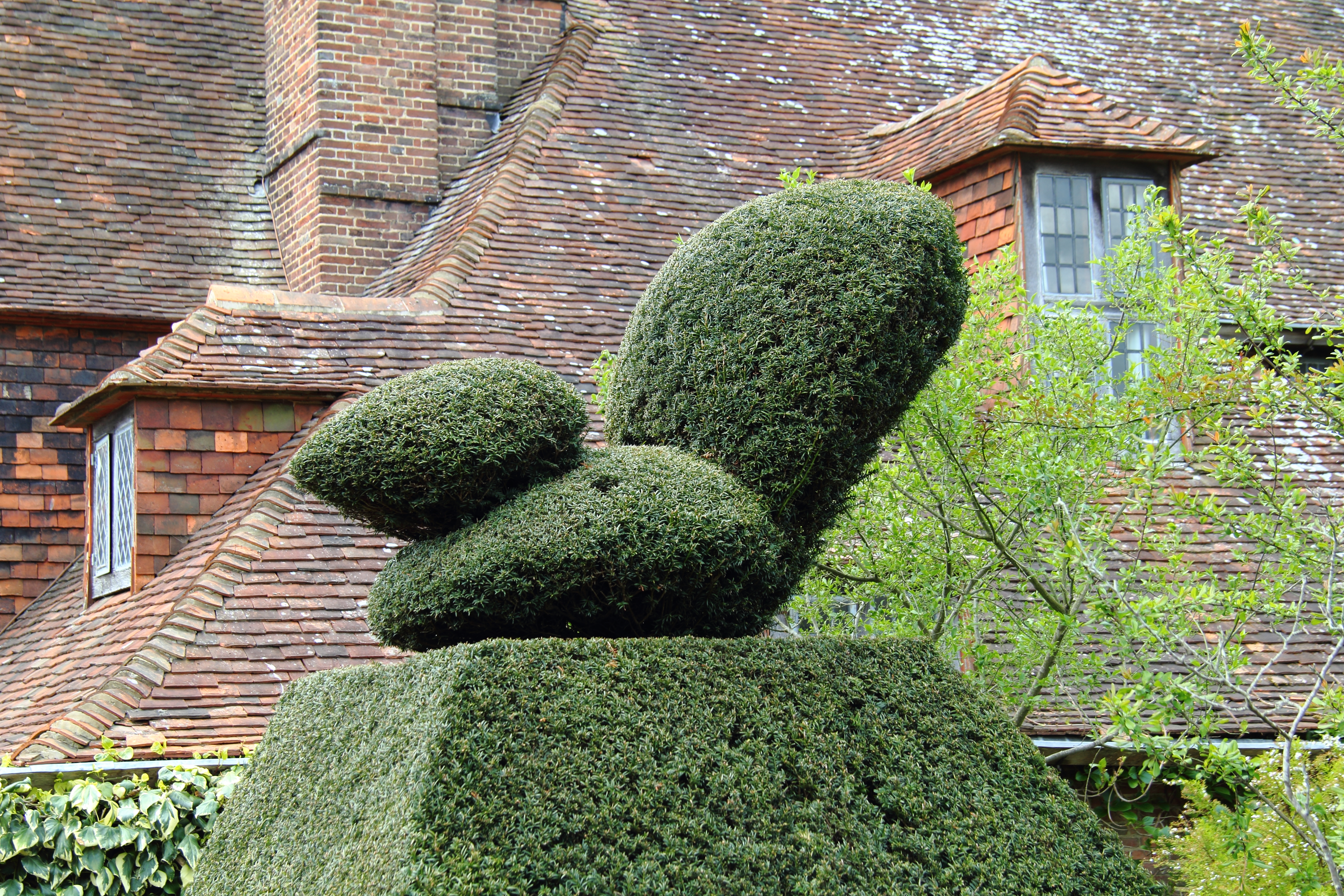
Pfauengarten

Das Great Dixter ist ein Haus in Northiam, East Sussex, England. Das Gebäude ist in der Denkmalliste eingetragen (Grade I listed building). Der Garten ist bekannt für seine langjährige herausragende Gartengestaltung. Er ist in der Liste historischer Parks und Gärten eingetragen (Grade I listed Garden).

## Haus

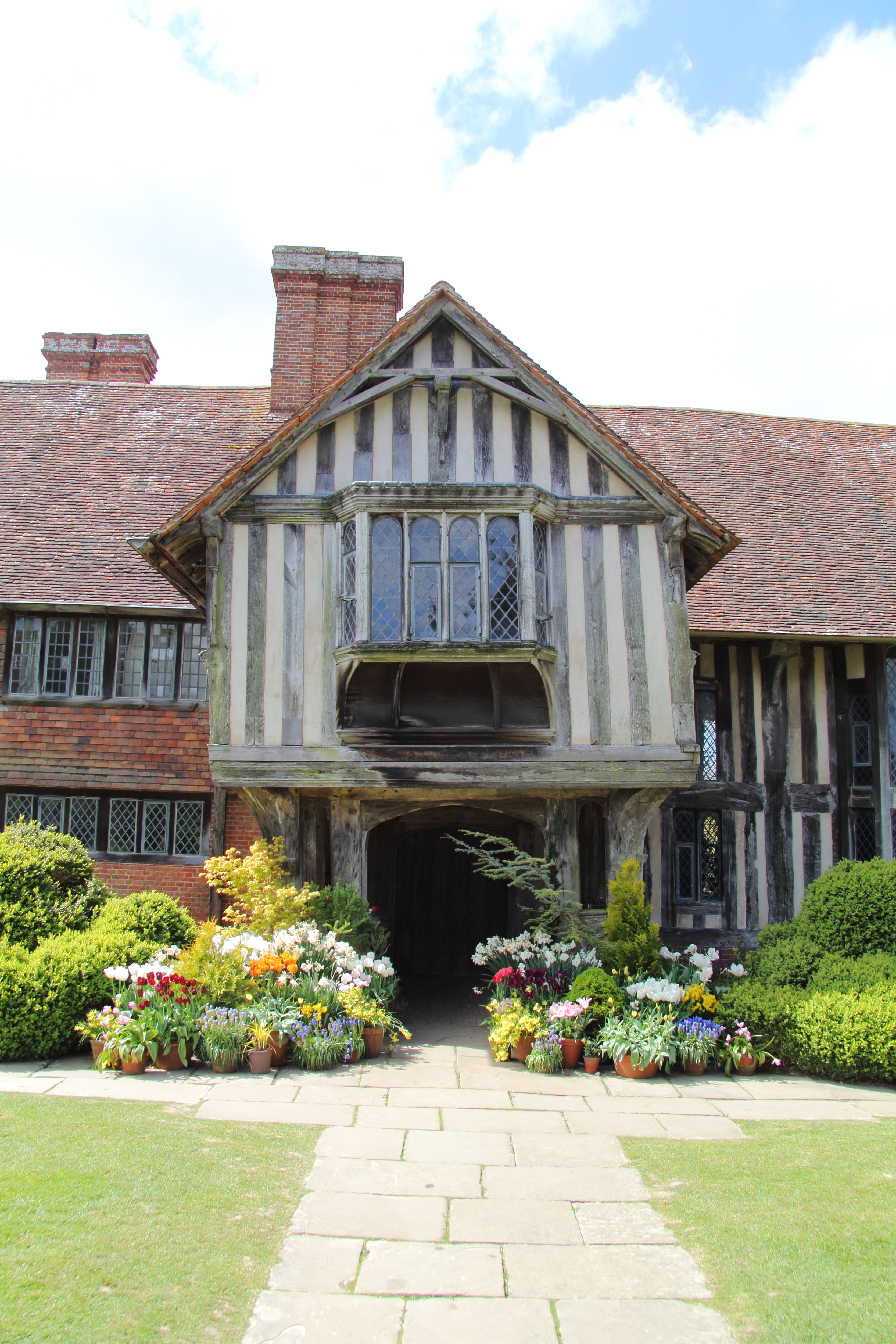
Hauptfassade des Herrenhauses mit zentralem Eingang
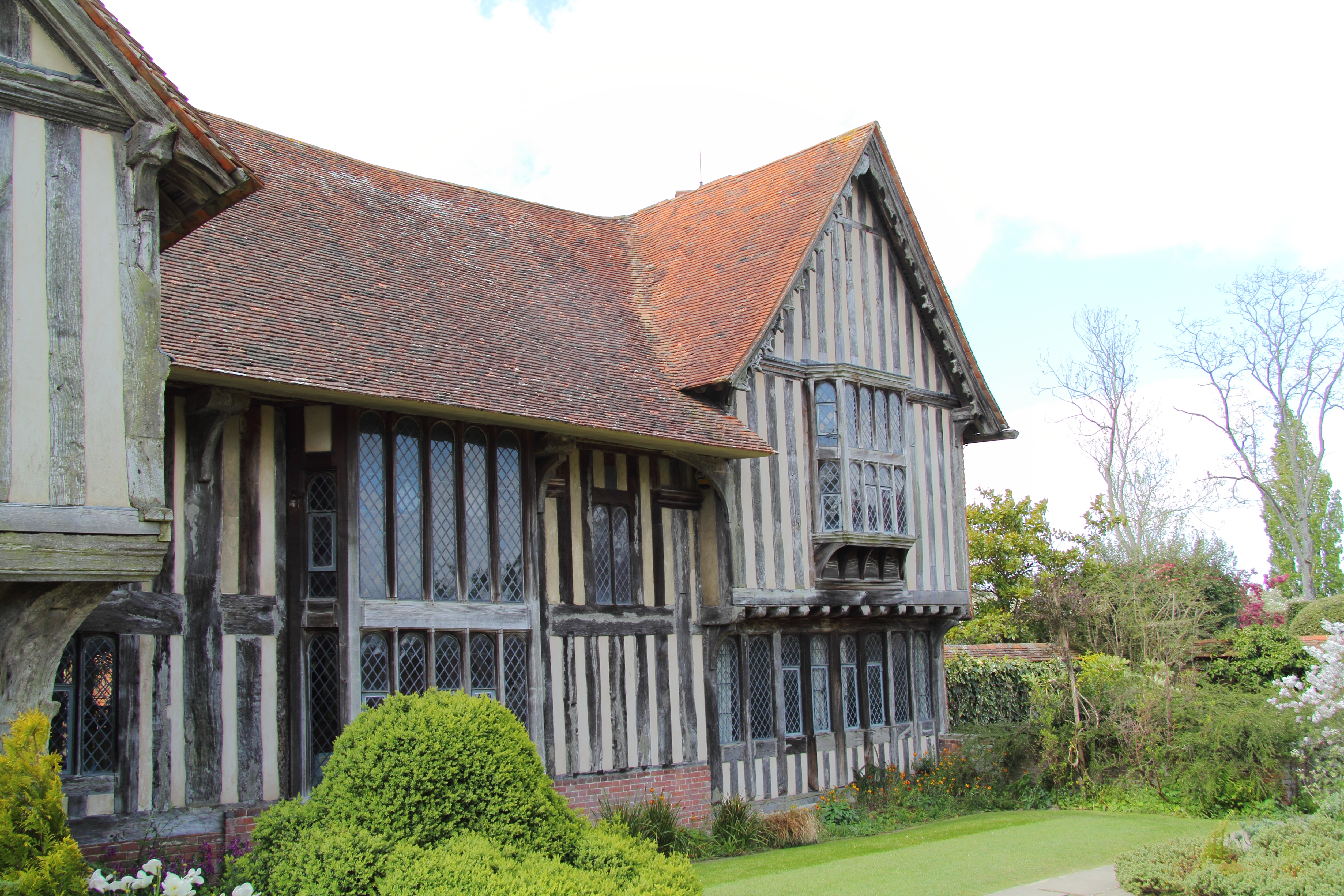
Erweiterungsbau am Herrenhaus

Der Geschäftsmann Nathaniel Lloyd kaufte 1909 das aus der Mitte des 15. Jahrhunderts stammende Haus Dixter in Northiam. Er beauftragte den Architekten Edwin Lutyens, dieses zu restaurieren und zu vergrößern. Hierbei sollte der historische Charakter des Anwesens erhalten bleiben. 1910–12 entstand so das heute bekannte Gebäude: Ein heruntergekommenes Haus aus dem 16. Jahrhundert wurde im nahe gelegenen Ort Benenden (Kent) abgetragen und neben dem vorhandenen Bau wieder errichtet. Neu gestaltete Bauteile ergänzen das Anwesen. Das Ensemble ist eine romantische Nachbildung eines mittelalterlichen Herrenhauses mit Rittersaal, Salon und Gartenzimmer. Nach der Umgestaltung des Hauses änderte Lloyd den Namen von „Dixter“ in „Great Dixter“.
Auf dem Gelände von Great Dixter stehen drei Hopfen-Darren aus dem 18. Jahrhundert und eine Scheune aus dem 15. Jahrhundert, die eingetragene Denkmäler sind (Grade II* listed). Auch den alten Kuhstall hatte Lutyens bewahrt, um den ländlichen Charakter des Anwesens zu betonen. Er dient heute als Eingang zum exotischen Garten.

## Garten

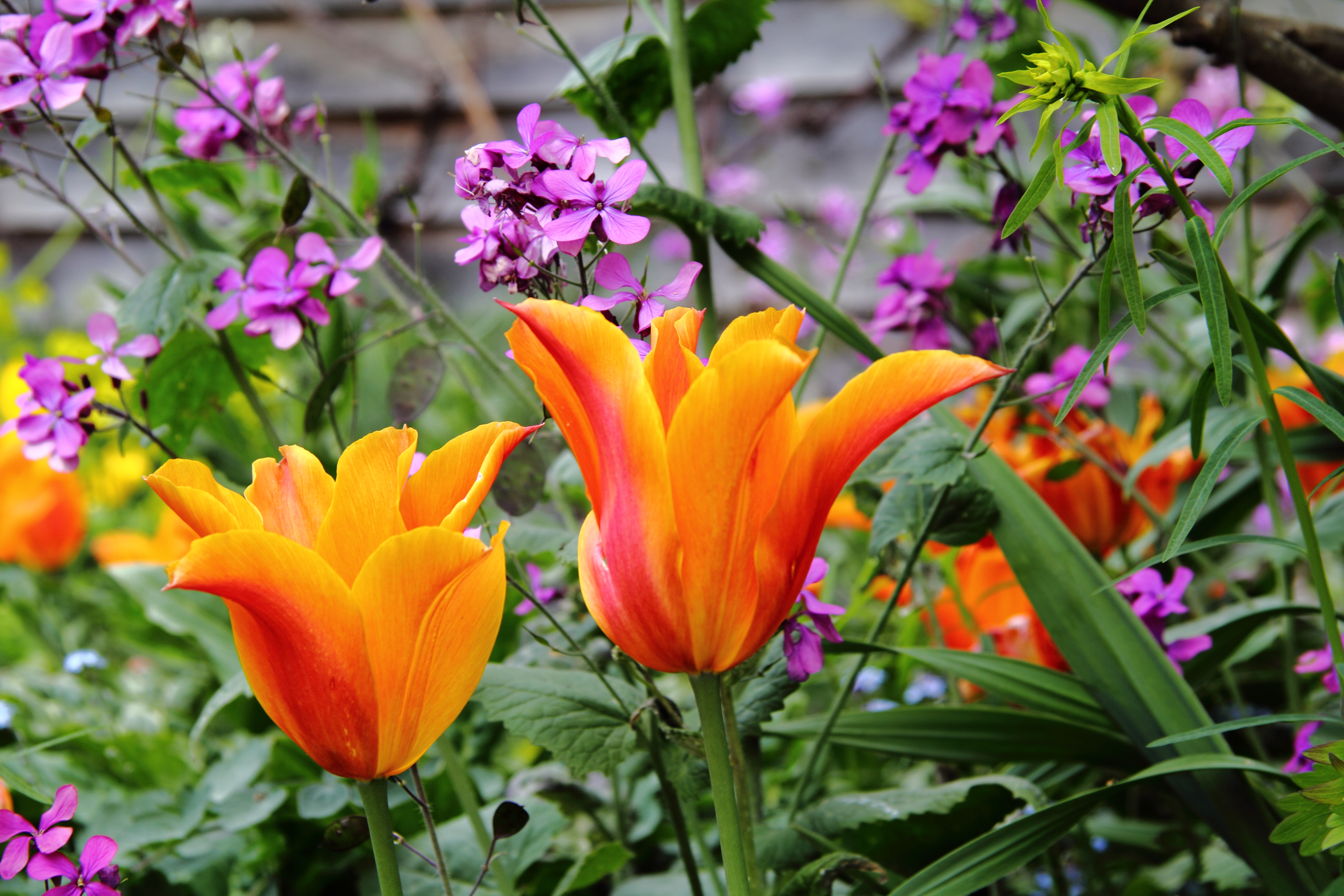
Pflanzenarrangements im Garten
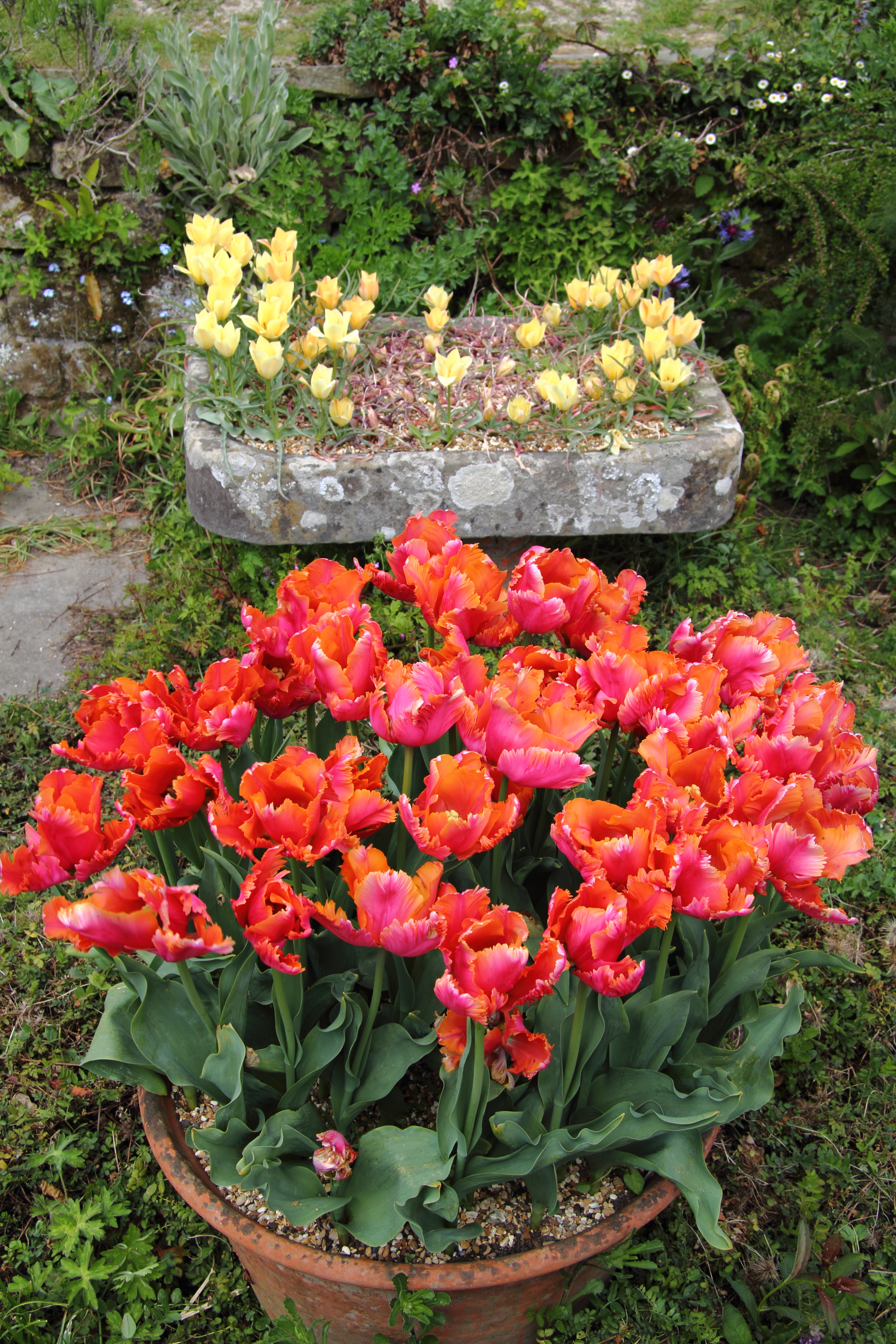
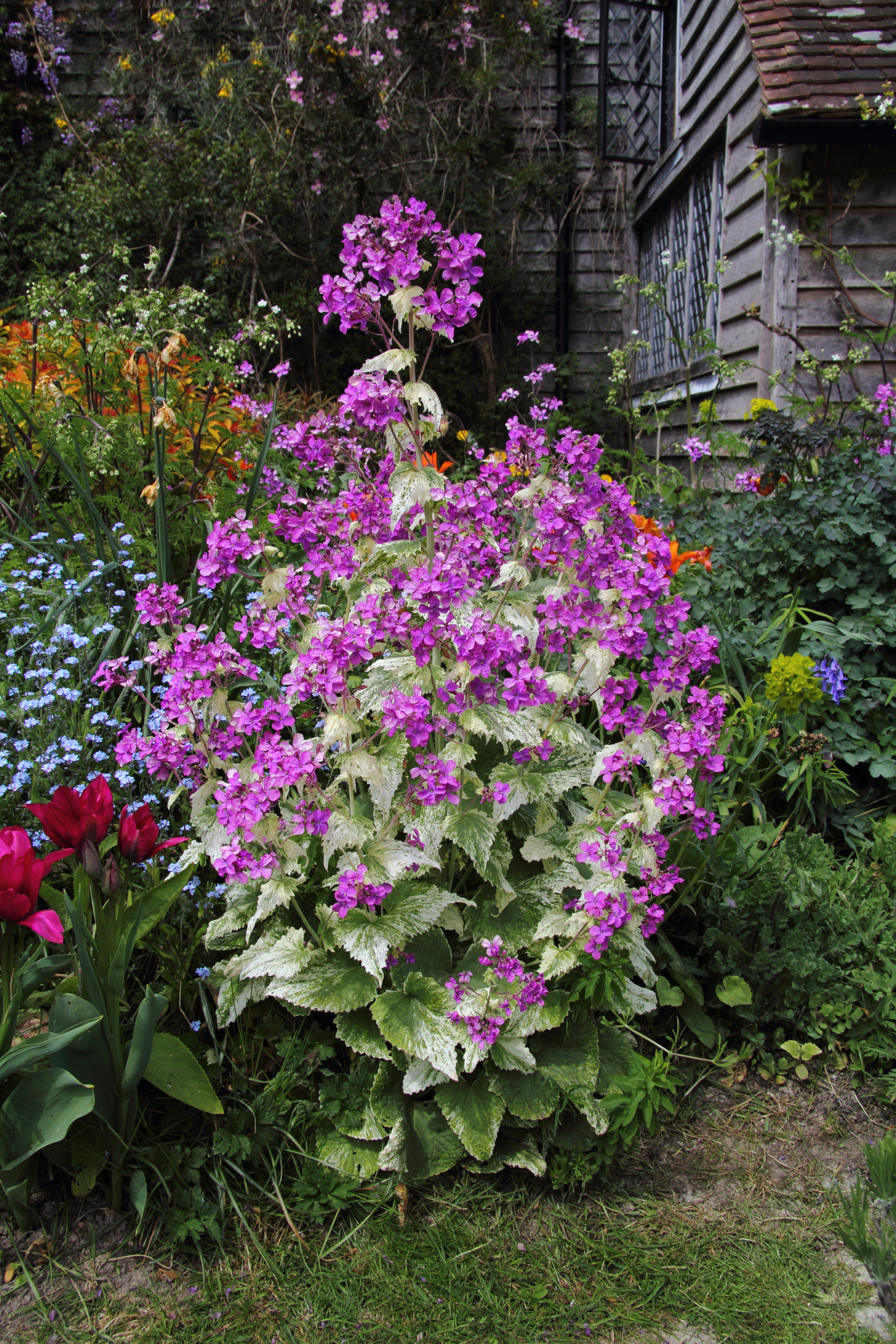
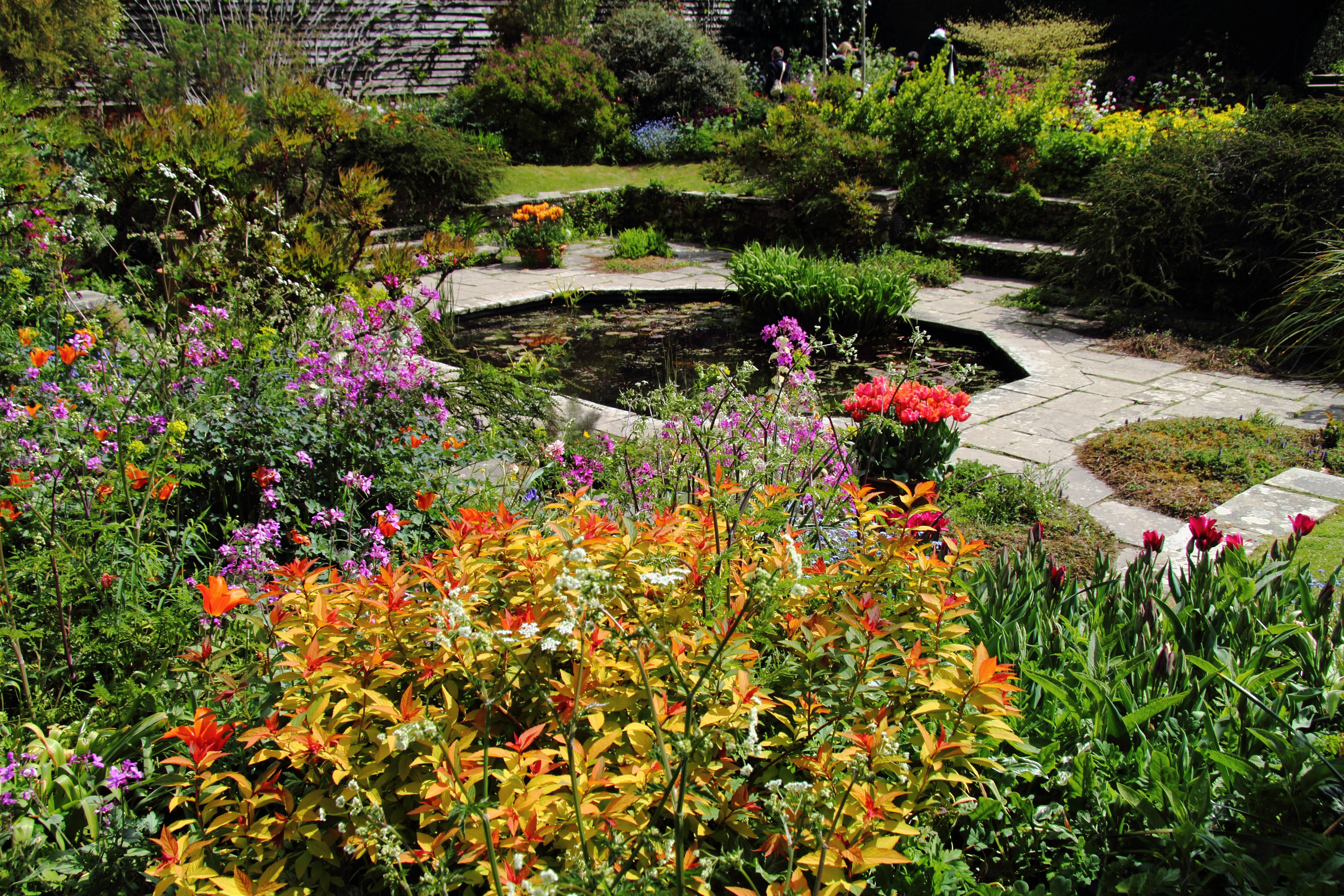
Tiefgarten mit Gartenteich

Der Garten wurde von Nathaniel Lloyd, Daisy Lloyd und Lutyens angelegt. Nathaniel Lloyd interessierte sich besonders für Formschnitt, worüber er auch ein Buch publizierte; Daisy Lloyd war für die Zierpflanzen zuständig. Lloyds jüngster Sohn, Christopher Lloyd, ein bekannter Gärtner und Autor entwickelte ihn zur heutigen Gestaltung und Berühmtheit. Der Stil der Arts-and-Crafts-Bewegung, Sträucher in Formschnitt (der Pfauengarten), Rabatten sowie von Daisy Lloyd angelegte Orchideen- und Wildblumenwiesen prägten den Garten. Die berühmte „lange Rabatte“ (Long Border) ist 60 × 4,5 m lang. Lloyd brachte jedoch neue Impulse ein, indem er z. B. seines Vaters Rosengarten durch einen Dschungelgarten mit Exoten wie Bananen, Blumenrohr, Dahlien und Hedychium ersetzte. Beschnittene Eibenhecken gliedern Bereiche mit üppigen Staudenpflanzungen in teils recht gewagten und ungewohnten Formen, Farben und Pflanzenkombinationen. Der Garten wird inzwischen von Fergus Garrett gestaltet, der lange Jahre mit Christopher Lloyd bis zu dessen Tod im Jahr 2006 als Gärtner und Obergärtner (ab 1992) zusammengearbeitet hatte. Garrett führte viele Neuerungen ins Pflanz- und Gestaltungskonzept ein.

## Besichtigung
Das Haus und der Garten können von April bis Ende Oktober besichtigt werden. Häufig werden Seminare, Workshops und Vorträge veranstaltet. Eine 2004 gegründete Stiftung (Great Dixter Charitable Trust) sorgt für den Erhalt und die Pflege von Great Dixter, eine Schenkung an den National Trust hatte Lloyd vehement abgelehnt, da er dessen Gestaltungsstil für monoton und einfallslos hielt. 2008 erhielt die Stiftung 4 Millionen GBP von dem Heritage Lottery Fund. Eine eingegliederte Gärtnerei verkauft seit den Tagen Lloyds Pflanzen, besonders Waldreben, für die sich Lloyd besonders interessierte.